# Francesc Rubio i Lloveras
Francesc Rubio i Lloveras   (Premià de Mar, 19 d'agost de 1963) és un ex-pilot professional d'enduro català, cinc vegades Campió d'Espanya en la categoria de 80 cc. D'entre el seu important palmarès en destaquen el subcampionat mundial aconseguit als ISDE de 1985 (celebrats a La Cerdanya) i el tercer lloc al Campionat d'Europa de 1988.
Casat i amb quatre filles, ha residit sempre a Premià de Mar, on treballà molts anys com a mecànic a la botiga de motocicletes fundada per son pare el 1957.

## Resum biogràfic

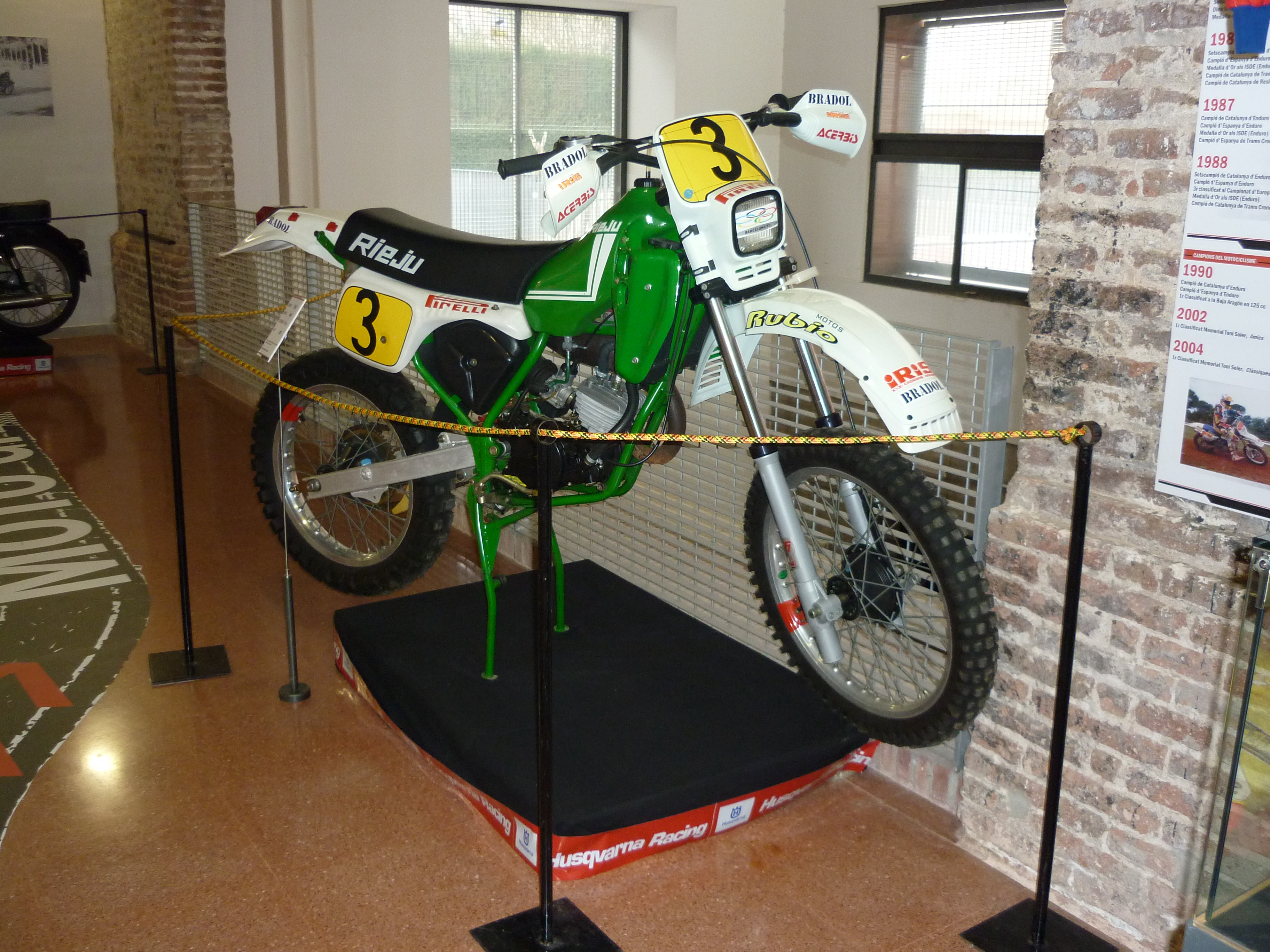
La Rieju MR 80 oficial que pilotà als ISDE de 1985

Rubio començà a conduir motocicletes a 6 anys, tot pilotant una Minimarcelino, regal del seu pare, pels camps de la casa pairal dels seus avis. A 9 anys li regalaren una Bultaco Tirón de 100 cc amb què començà a entrenar.
A 16 anys, ja amb carnet de conduir, va començar a córrer enduro amb una Montesa després d'haver provat abans el motocròs sense èxit, ja que es trencà la clavícula a la primera cursa en què participà. Més tard, Derbi li proporcionà una motocicleta amb què va córrer diverses curses fins que la va canviar per una Rieju, guanyant el seu primer títol: el Campionat Júnior.
Un any més tard ascendí a la categoria Súper i a l'any següent disputà el Campionat d'Espanya d'enduro mentre feia el servei militar, cosa que va perjudicar la seva carrera esportiva. Un cop llicenciat va signar amb Rieju, començant així una fructífera relació que durà gairebé tota la seva carrera esportiva, aconseguint tota mena d'èxits com a pilot oficial d'aquesta marca.
Tot i haver-se retirat de la competició d'alt nivell, Rubio ha seguit participant regularment en tota mena de proves d'enduro i similars.

## Palmarès

### Títols internacionals d'enduro
- Subcampió del Món d'Enduro per equips i en categoria 80cc (1985 - Sis Dies Internacionals de La Molina, Catalunya)
- 3r classificat al Campionat d'Europa (1988)
- 4 Medalles d'Or als ISDE (1985 a 1988)

### Títols estatals i nacionals d'enduro
- 5 Campionats d'Espanya (1985 - 1988, 1990)
- 2 Subcampionats d'Espanya (1981, 1984)
- 3 Campionats de Catalunya (1985, 1987, 1990)
- 2 Subcampionats de Catalunya (1986, 1988)

#### Palmarès al Campionat d'Espanya
| Any  | Motocicleta | 75/80 cc |
| ---- | ----------- | -------- |
| 1979 | Montesa     | ? Júnior |
| 1980 | Derbi       | ? Júnior |
| 1981 | Rieju       | ? Júnior |
| 1982 | Rieju       | 5è       |
| 1983 | Rieju       | 6è       |
| 1984 | Rieju       | 2n       |
| 1985 | Rieju       | 1r       |
| 1986 | Rieju       | 1r       |
| 1987 | Rieju       | 1r       |
| 1988 | Rieju       | 1r       |
| 1989 | Rieju       | ?        |
| 1990 | Rieju       | 1r       |

### Altres disciplines
- Campió d'Espanya de Trams Cronometrats (1987)
- 2 vegades Campió de Catalunya de Trams Cronometrats (1986 - 1988)
- Campió de Catalunya de Resistència (1986)
- 1r Classificat a la Baja Aragón en 125 cc (1990)
- 1r Classificat Memorial Toni Soler ("Amics" - 2002, "Clàssiques" - 2004)